# Kadapa
Kadapa, trước đây có tên là Cuddapah, là một thành phố và khu đô thị của huyện Kadapa thuộc bang Andhra Pradesh, Ấn Độ.

## Địa lý
Kadapa có vị trí 14°28′B 78°49′Đ / 14,47°B 78,82°Đ Nó có độ cao trung bình là 138 mét (452 feet).

## Nhân khẩu
Theo điều tra dân số năm 2001 của Ấn Độ, Cuddapah có dân số 125.725 người. Phái nam chiếm 50% tổng số dân và phái nữ chiếm 50%. Cuddapah có tỷ lệ 70% biết đọc biết viết, cao hơn tỷ lệ trung bình toàn quốc là 59,5%: tỷ lệ cho phái nam là 76%, và tỷ lệ cho phái nữ là 64%. Tại Cuddapah, 12% dân số nhỏ hơn 6 tuổi.